# Armen Alchian
Armen Albert Alchian (12 tháng 4 năm 1914 - 19 tháng 2 năm 2013) là một nhà kinh tế học người Hoa Kỳ và là một giáo sư danh dự về kinh tế học tại Đại học California, Los Angeles.
Alchian sinh ra ở Fresno, California trong một gia đình người Hoa Kỳ gốc Armenia. Ông học tại California State University, Fresno trong hai năm trước khi chuyển sang Đại học Stanford trong năm 1934, và ông nhận được bằng cử nhân (1936) và tiến sĩ (1944). Ông là một nhà thống kê cho Không lực Lục quân Hoa Kỳ từ năm 1942 đến năm 1946. Trong năm 1946, ông đã tham gia Economics Department tại UCLA, nơi ông đã dành phần còn lại của sự nghiệp của mình. Trong nhiều năm, ông được liên kết với các Rand Corporation. Năm 1996, ông được công nhận là hội viên xuất chúng của Hội Kinh tế Hoa Kỳ.

### Liên kết âm thanh
- "The Intellectual Portrait Series: A Conversation with Armen A. Alchian (2000) Lưu trữ ngày 10 tháng 10 năm 2013 tại Wayback Machine" at The Online Library of Liberty